# Franciszek Ksawery Bohusz

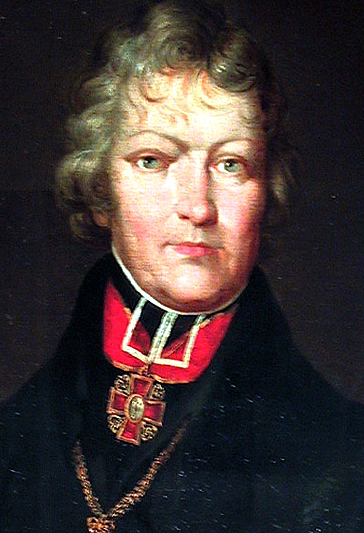
Franciszek Bohusz

Franciszek Ksawery Michał Bohusz pseud. i krypt.: Weteran światły, dawniejszy dygnitarz W. X. L.; Xiądz X. B. P. K. W. P. W. T. S. G. W. X. X. S. T. i O. P. D., (ur. 1 stycznia 1746 w powiecie wiłkomierskim, zm. 4 kwietnia 1820 w Warszawie) – ksiądz, doktor filozofii, pisarz, pamiętnikarz, historyk i działacz społeczno-publicystyczny; przeciwnik Targowicy.

## Życiorys
Urodził się 1 stycznia roku 1746, jako syn Józefa Antoniego miecznika wileńskiego, i Wiktorii ze Świętorzeckich. Pierwsze nauki pobierał u wileńskich jezuitów, w latach 1755-1756 uczęszczał do Collegium Nobilium jezuitów w Wilnie, wstępując do ich zakonu w roku 1761, po kasacie zakonu został księdzem diecezjalnym. Studiował prawo, teologię i filozofię w Akademii Wileńskiej. 
W latach 1777–1778 wspólnie z Antonim Tyzenhauzem podróżował po Europie. Był m.in. w Anglii, Czechach, Francji i Holandii. W 1781 został prałatem i biskupem koadiutorem wileńskim. W latach 1780–1782 sprawował funkcję prezydenta trybunału cywilnego. Był wychowawcą Franciszka Sapiehy.
Uczestnik przygotowań do powstania na Litwie w 1794 roku. Aresztowany dwukrotnie: w 1792 (jako przeciwnik rządów targowiczan) oraz w kwietniu 1794 (za udział w spisku Jakuba Jasińskiego). Zwolniony w 1795 powrócił do Wilna. W 1804 przeniósł się do Warszawy. Sprawował tam urząd sędziego pokoju. 
Kawaler orderu Świętego Stanisława. Od roku 1804 członek Towarzystwa Przyjaciół Nauk. Tłumacz i wydawca Kodeksu Napoleona (Warszawa 1810). W 1812 roku jako członek Towarzystwa Królewskiego Gospodarczo-Rolniczego przystąpił do Konfederacji Generalnej Królestwa Polskiego.

## Twórczość

### Ważniejsze utwory
- Memoriał... do JWW. Delegatów na wysłuchanie rachunków Komisji Skarbu Litewskiego, Warszawa 1882
- O początkach narodu i języka litewskiego, rozprawa... na publicznym posiedzeniu... Tow. Warsz. 1806 r. d. 12 grudnia czytana, Warszawa 1808; wyd. następne: Rocznik Towarzystwa Warszawskiego Przyjaciół Nauk, t. 6 (1810)
- Dodatek przez... do książki pod tytułem: Poprawa błędów w ustnej i pisanej mowie polskiej, przez Onufrego Kopczyńskiego napisanej, Warszawa 1808
- Plan do historii narodowej z r. 1809, wyd. A. Kraushar: "Towarzystwo Warszawskie Przyjaciół Nauk", t. 3, Warszawa 1902
- O budowli włościańskiej, trwałej, ciepłej, taniej, od ognia bezpiecznej i do kraju naszego przystosowanej. Dziełko z umieszczeniem w nim rozbioru rozpraw odpowiednich w tymże przedmiocie przesłanych Królewsko-Warszawskiemu Towarzystwu Przyjaciół Nauk, Warszawa 1811; wyd. następne: Rocznik Towarzystwa Warszawskiego Przyjaciół Nauk, t. 9 (1816) i odb.
- "Zdanie sprawy przez... o próbie uczynionej w Wilanowie co do nowego sposobu budowania (z cegły surowej) na posiedz. Publ. Tow. Król.-Warsz. Przyj. Nauk d. 30 kwietn. 1811", Rocznik Towarzystwa Warszawskiego Przyjaciół Nauk, t. 9 (1816) i odb.
- Prośba za ubogimi do żebractwa przywiedzionymi, aby ich nie zamykano, Warszawa 1817
- "Spominka o Antonim Tyzenhauzie napisana dla J. U. Niemcewicza w miesiącu wrześniu 1819", Tygodnik Wileński 1820 i odb.
- Dziennik podróży, niewydane fragm. z rękopisu biblioteki J. Szczytta w Tabołkach, wydane pt. "Diariusz wojażu ks. K. Bohusza", Kronika Rodzinna 1885; Dziennik podróży z 1777–1778 i 1790–1791, z rękopisu Biblioteki Uniwersyteckiej w Warszawie, wyd. A. Kraushar, przyznając go błędnie autorstwu Staszica: "Dziennik podróży ks. Stanisława Staszica", t. 1-2, Warszawa 1903; kopia z XVIII w. dziennika z lat: 1777–1778, 1790–1791, w rękopisie: Biblioteka Jagiellońska, sygn. 3562
- Historia konfederacji barskiej, t. 1-3, rękopis zaginiony, (inform.: przedmowa w rękopisie Biblioteki Jagiellońskiej, sygn. 3562)
- artykuły Bohusza w czasopismach: Pamiętnik Warszawski (tu: "Ks. Bohusza odpowiedź względem początków narodu litewskiego", grudzień 1817), Rocznik Towarzystwa Warszawskiego Przyjaciół Nauk (tu: "Życie literackie ks. M. Poczobuta", t. 9, r. 1816; "Pochwała J. Chreptowicza", t. 10, r. 1817), Tygodnik Wileński.

### Przekłady
- J. Vernet: Filozof bez religii uważany w towarzystwie, t. 1-2, Wilno 1786
- Kodeks Napoleona Księstwu Warszawskiemu  artykułem 69-tym ustawy konstytucyjnej roku 1807 dnia 22 lipca za prawo cywilne podany. Z niektórymi odmianami na Sejmie Warszawskim w roku 1809 od Najjaśniejszego Pana... Fryderyka Augusta, dekretem roku tegoż 1809 dnia 18 marca potwierdzonymi... Z przyłączeniem: Słowniczka wyrazów pewnych polskich odpowiadających francuskim; Tablicy odległości od stołecznego miasta Warszawy miast departamentowych tudzież odległości miast powiatowych od miasta departamentowego tymczasowie obrachowanej, póki urzędowa nie wyjdzie, tablicy ogólnej tytułów, działów i oddziałów; na koniec tablicy materii w tej księdze prawa znajdujących się, Warszawa 1810
- P. M. Vergilius: Ziemiaństwo (przekł. litewski), rękopis zaginiony, (inform.: przedmowa w rękopisie Biblioteki Jagiellońskiej, sygn. 3562).

### Prace edytorskie
- Sumaryjny wypis akt kapituły katedr. wileńskiej od r. 1501 do r. 1783 października 22, z rękopisu Bohusza, wyd. Biblioteka Publiczna Wileńska 1895 (rękopis).

### Listy i materiały
- Do Stanisława Augusta z 3 września 1778 i 2 czerwca 1792, ogł. I. Turowska-Barowa, Rocznik Biblioteczny, rocznik 5 (1961), z. 1/4
- Do A. J. Czartoryskiego z roku 1808, ogł. L. Dębicki Puławy, t. 3, Lwów 1888, s. 38-39
- Testament Dzieje Dobroczynności Krajowej i Zagranicznej 1820, t. 1, s. 452.